# كلارا تايبيرج
كانت كلارا صوفي تيبيرج ني ساراو (1864-1941) ناشطة دانمركية في مجال حقوق المرأة، وداعية للسلام ومعلمة. في عام 1915، حضرت المؤتمر الدولي للمرأة في لاهاي مع ثورا دوجارد. وساعدت بعد ذلك في تأسيس وترأس سلسلة السلام النسائية الدنماركية التي أصبحت الفرع الدنماركي لرابطة النساء الدولية من أجل السلام والحرية، من عام 1916 إلى عام 1920. ويُذكر لها أيضًا مساعدتها في إجلاء الأطفال المنكوبين بالجوع من فيينا إلى الدنمارك بعد الحرب العالمية الأولى.

## حياتها المبكرة وتعليمها
وُلدت كلارا صوفي ساراو في 3 مارس 1864 في أبرشية كالفهافي بالقرب من فورنجبورج، وكانت ابنة الحرّاج كونراد أوغست نيكولاس ساراو (1816-1886) وبيتزي فيلهلمين هانسن (1834-1909). بعد وفاة والدها انتقلت إلى كوبنهاغن حيث عملت كمدرسة في دن كيليرسكي أندسفاجينشتالت التي تخصّصت في تعليم الأطفال المعوّقين. ذهبت بعد ذلك إلى الولايات المتحدة حيث عملت وواصلت دراستها في مدرسة بنسلفانيا لتدريب الأطفال المتخلفين عقليًأ حتى عام 1892.
في 18 مايو 1893، تزوّجت من قاضي المحكمة العليا إيرلاند تايبيرج (1863-1925). في العام التالي، توظّفت كمدرسًّة للغة الإنجليزية في إتش. ألديرز فالسكول، أول مدرسة مختلطة في الدنمارك، حيث استمرّت حتى عام 1915. وحتى بعد تركها للوظيفة، ظلت مهتمة بالتعليم، خاصة فيما يتعلق بالأطفال المعوقين.

## المشاركة في الحركة النسائية الدنماركية
كانت تايبيرج مشاركة نشطة في الحركة النسائية الدنماركية. في عام 1913، أصبحت الأمينة الدولية للمجلس النسائي في الدنمارك وكانت أيضًا عضوةً في جمعية النساء القارئات. حتى نجحت النساء الدانماركيات في الحصول على حق الاقتراع العام في عام 1915، وناضلت هي وأختها إيلنا مونشفي سبيل القضية.

## حياتها المهنية كناشطة سلام
في عام 1915، حضرت مؤتمر المرأة الدولي للسلام في لاهاي. عند عودتها إلى الدنمارك، مع ثورا دوجارد، أسّست الفرع الدنماركي للرابطة النسائية الدولية للسلم والحرية. كانت تيبيرج مسؤولة عن إنشاء شبكة دراسة مؤلفة من 30 امرأة، من بينهم كيغيتي ليمكي وهيني فورهامر وإسترو هاين وماتيلدا باير وإلين هوب. طافوا جميع أنحاء الدنمارك لتشجيع النساء على أن يصبحن عضواةٍ في الفرع الدنماركي للرابطة النسائية الدولية للسلم والحرية من خلال دفع «كرون سلام» واحد (fredskrone) وتوقيع قائمة تدعو إلى «العدالة بدلاً من القوة». ترأست تيبيرج المنظمة من عام 1915 حتى عام 1920، وارتفع عدد الأعضاء إلى 10.000 تقريبًا. بعد تأسيس فروع محلية في جميع أنحاء الدنمارك، ترأست فرع كوبنهاغن من عام 1921 إلى 1925. خَلَفتها ثورا دوجارد كرئيسة للفرع الدنماركي للرابطة النسائية الدولية للسلم والحرية.
بعد انتهاء الأعمال القتالية في الحرب العالمية الأولى أخيرًا، نظّمت الرابطة النساء الدولية من للسلم والحرية مؤتمرًا ثانيًا في زيوريخ. دعت تايبيرج، التي تمثل الفرع الدنماركي، إلى إيلاء اهتمام خاص لاحتياجات الأطفال والشباب. في عام 1921 تقريبًا، سعت بنشاط لتقديم الدعم للأطفال في فيينا الذين يعانون من سوء التغذية. نجحت في إحضار العديد منهم إلى الدنمارك حيث يمكنهم استعادة عافيتهم في البيوت الدنماركية.

## الحياة الشخصية
تيبيرج كانت متزوجة وأنجبت طفلين. بعد أن فقدت زوجها في عام 1925، أمضت بضع سنوات في هيليرود حيث واصلت المشاركة في مبادرات السلام. توفيت في كوبنهاغن في 14 يناير 1941. دُفِنت في مقبرة تيبريكي قرب تيسفيلدي.